# 道奇汽车

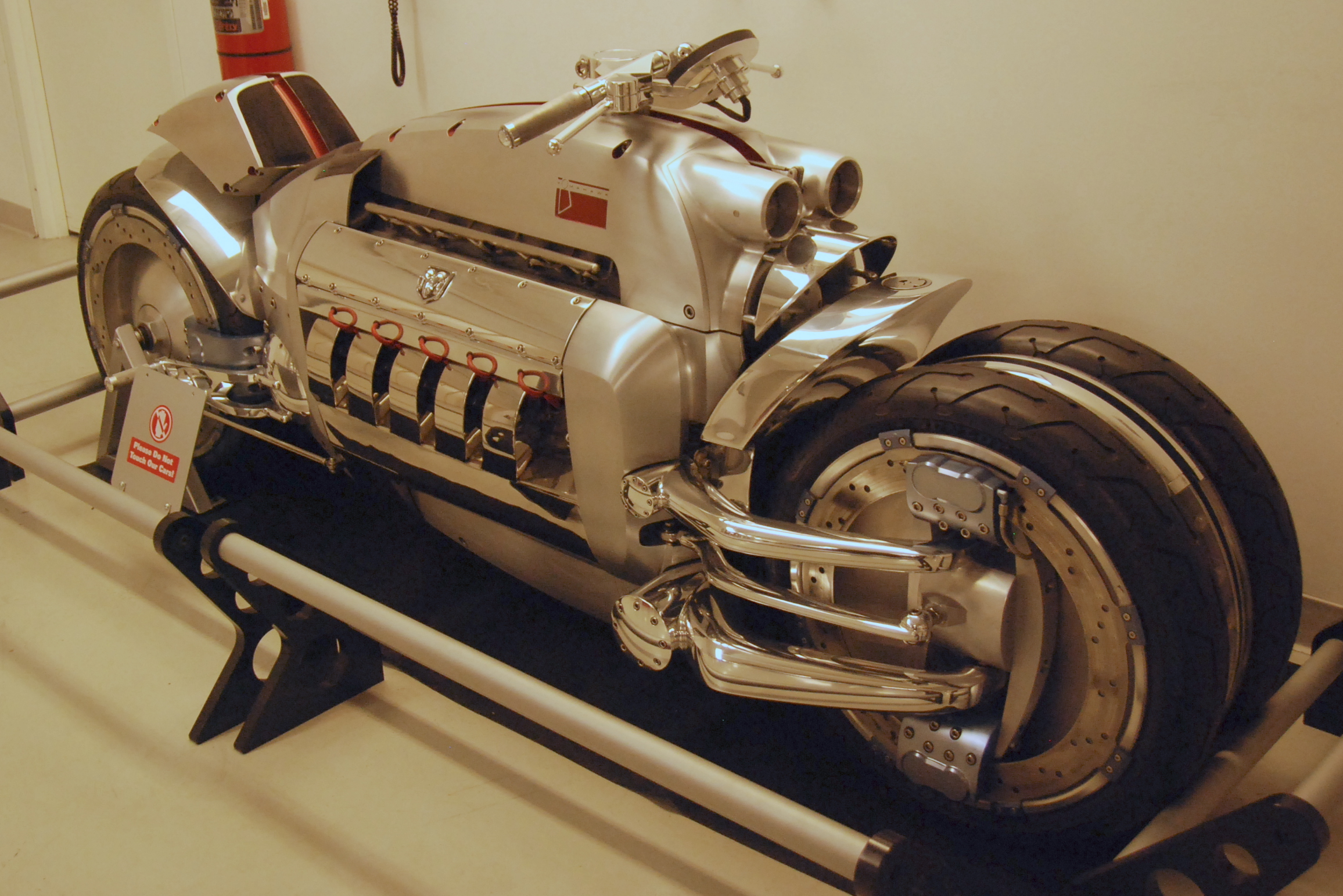
道奇戰斧，世界最快的摩托車

道奇（港譯道濟）成立于1900年，在1928年被克莱斯勒收购，在1998至2007年间，由于克莱斯勒和戴姆勒賓士公司（下简称戴克）的合并，道奇品牌归于戴克公司所有，现在为斯泰蘭蒂斯（Stellantis N.V.）的一个分部。
公司主要制造道奇牌轿车、道奇挑戰者肌肉車、休旅車等。。

## 今天的企業識別系統
“道奇”文字商標採用道奇兄弟的姓氏“Dodge”，圖形商標是在道奇的文字旁有2個紅色平行四邊形。
道奇旗下的車款自2010年的Durango開始，陸續從公羊頭改採DODGE字樣，在2012年推出Caliber後繼車Dart時更進一步增加紅色平行四邊形。

## 歷史沿革
道奇品牌的創始人是一對出生在美國密西根州的兄弟，哥哥約翰·道奇（John Dodge）生於1864年，弟弟霍瑞德·道奇（Horace Dodge）生於1868年。1886年，道奇全家移居底特律，開始了他們的創業之路。
在19世紀90年代，自行車是底特律的主要交通工具。1897年，每天以自行車上下班的弟弟霍瑞德發明防塵軸承。哥哥約翰決定由他們兄弟倆在加拿大的底特律河上建立了埃文斯和道奇自行車公司。
三年後，這家公司由加拿大國家自行車公司收購。道奇兄弟得到了7500美元現金和軸承的專利權，這就是他倆財運的開始。他們購買了機器設備併在底特律的拉菲特和伯賓大街租了塊地。隨後，第一個道奇機械商店於1901年開張了，當時共有12個雇員。
在剛開始的一年內，道奇兄弟公司得到了大量的定單。他們要製造3000套變速箱，但這需要在機器設備上投資一大筆錢。如果說運氣在道奇的成功里起了一定作用的話，那就是在這個時候加拿大自行車公司倒閉了，作為使用霍瑞德軸承專利的補償，道奇兄弟幸運地得到了它的機器設備。

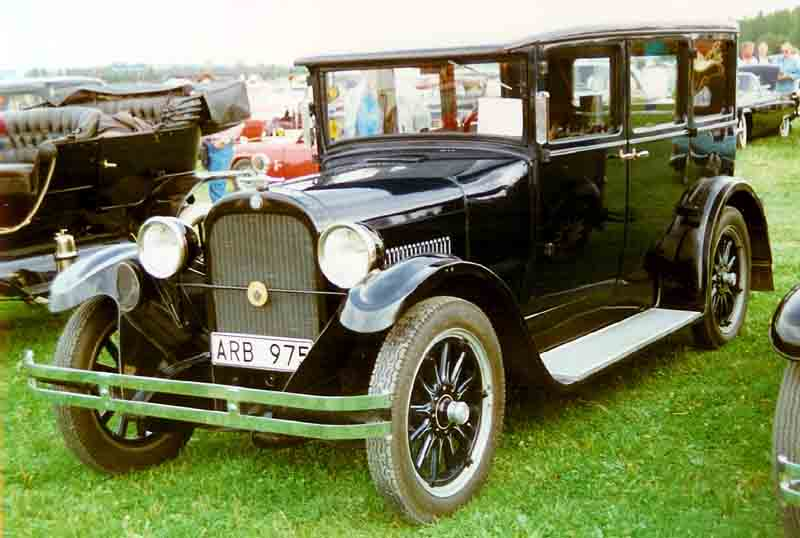
1927年款道奇4門

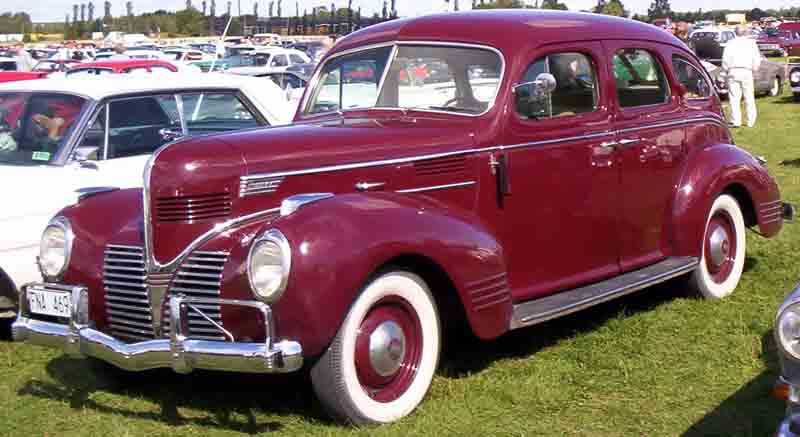
1937年 D11

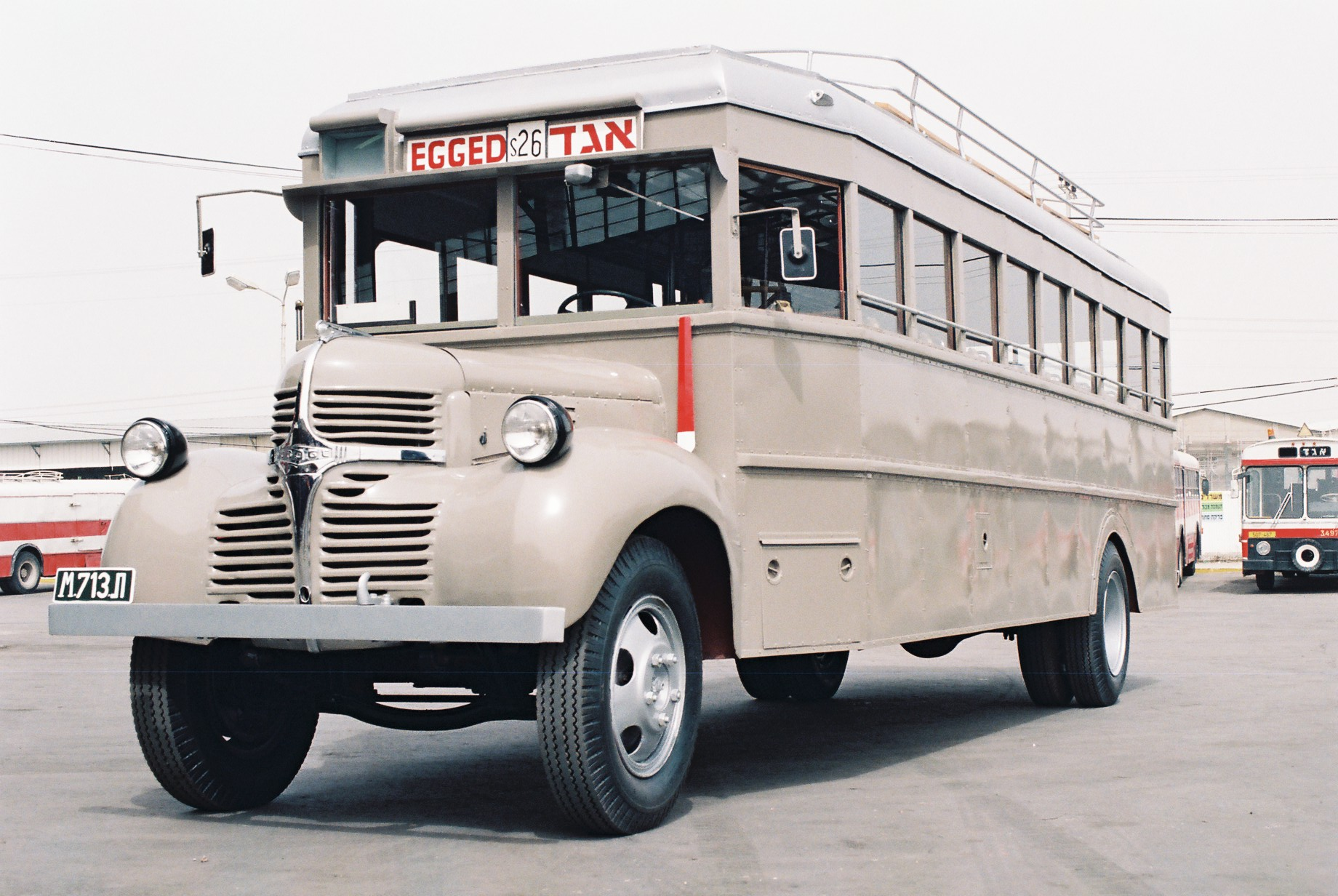
1946年FK6巴士

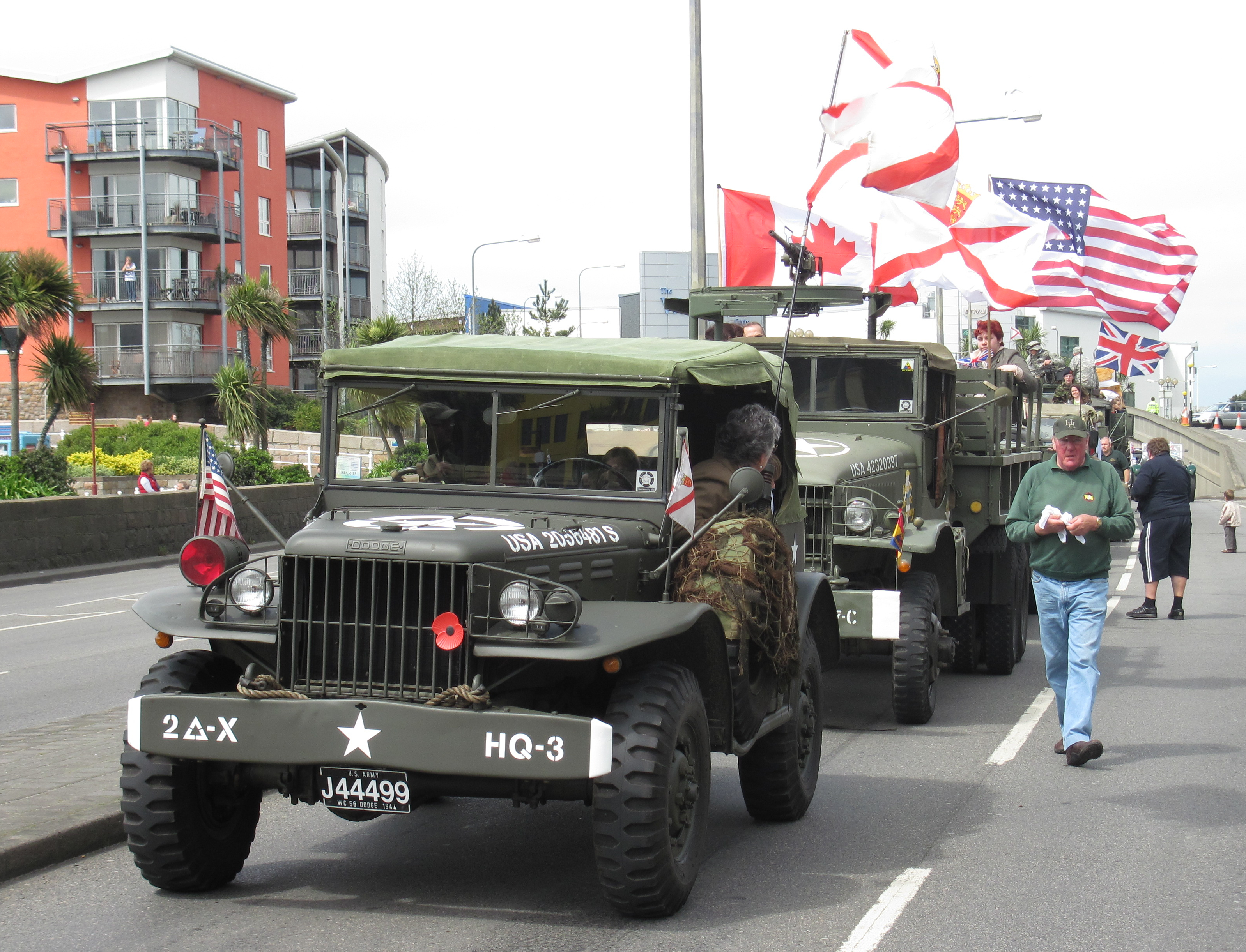
道奇軍卡

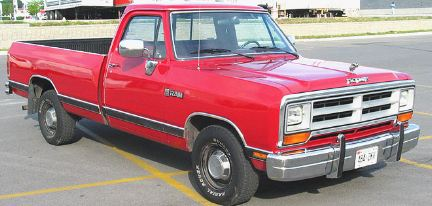
1989年Ram F34皮卡

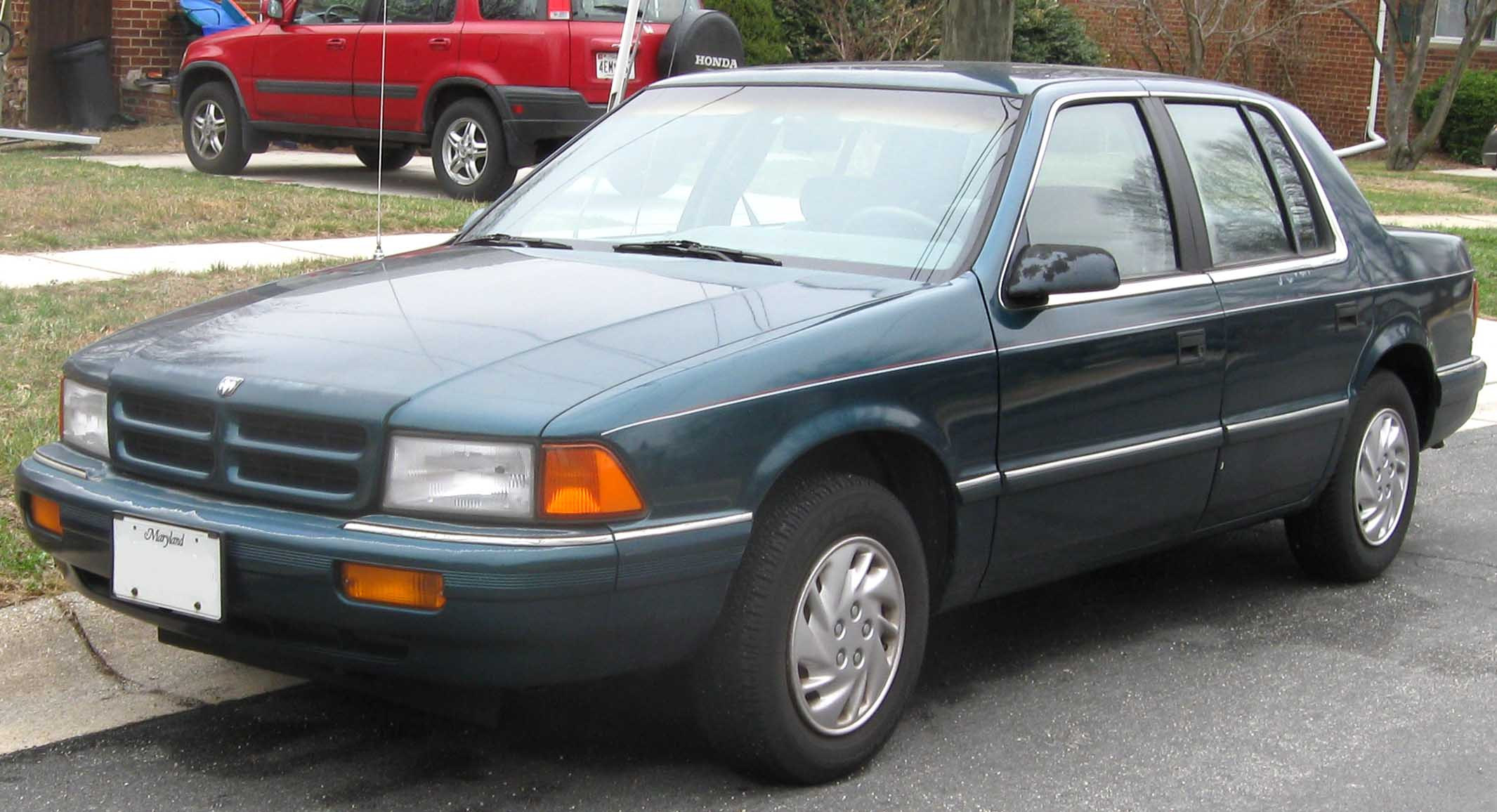
1991年Spirit RT

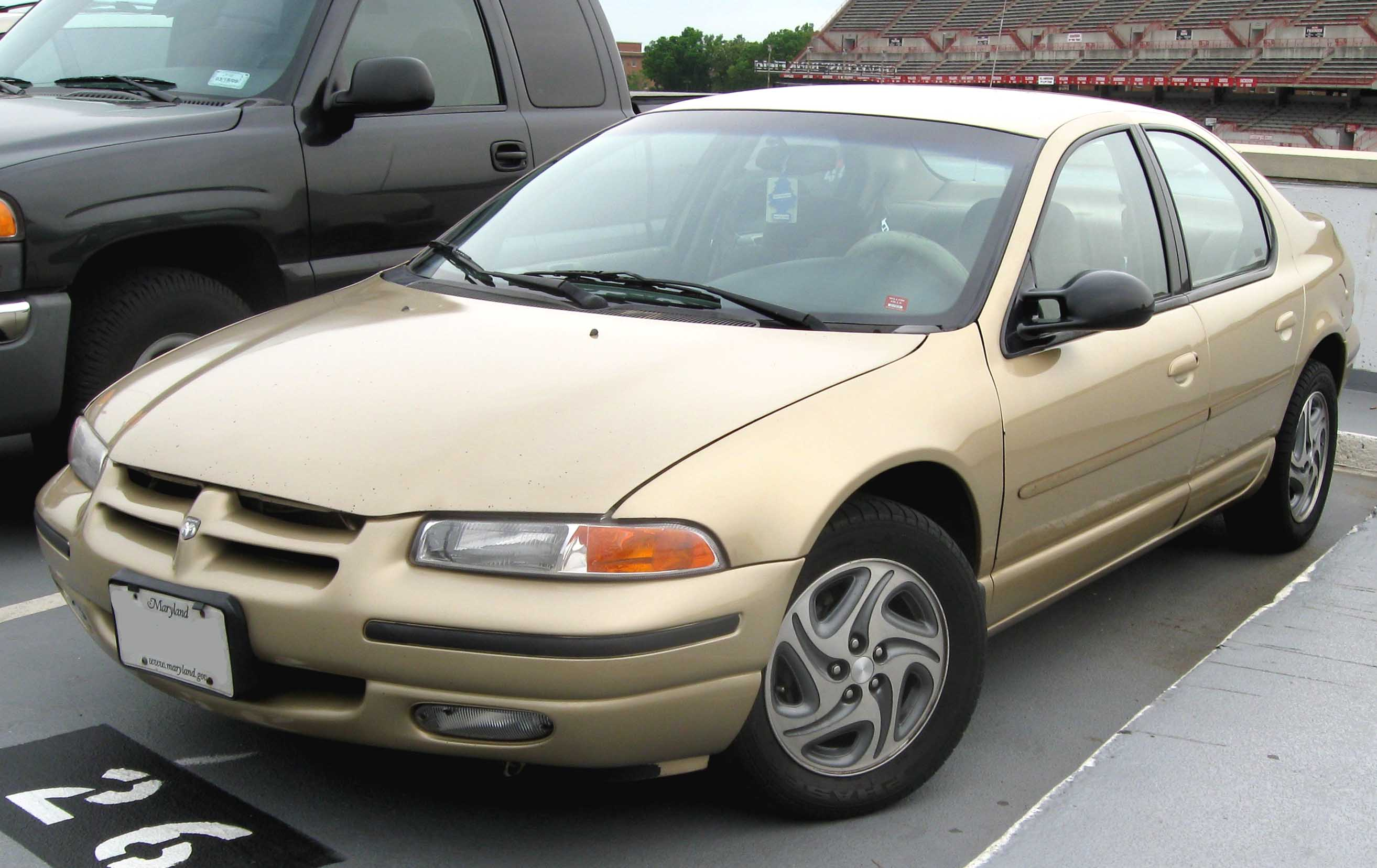
1996年Stratus ES

道奇兄弟公司實際上製造了福特汽車第一批產品中的大部分，包括發動機、底盤和所有的傳動部件，而福特也很少使用其它製造商提供的車身和底盤。多年來道奇兄弟和福特的關係一直很好，約翰還是福特汽車的副總裁。然而在1913年，道奇兄弟開始注意到福特有想要自給自足的傾向。那時道奇兄弟已在密西根州重開了一家大型工廠，後來成為著名的道奇總廠。霍瑞德和約翰建造了世界上第一個汽車試驗場，並於1914年設計出他們的第一輛車。
1915年，道奇卡車是戰爭時期的主力參戰裝備。在1915年和1916年由潘科別墅的突然襲擊(Pancho Villa's Raids)而引發的邊界戰爭中，受到了美國和墨西哥雙方武裝部隊的肯定。
第一次世界大戰期間，協約國在歐洲戰區使用了道奇汽車和軍需品。為此約翰·道奇被召到華盛頓特區，要求他為法國的155毫米大炮生產後座機構，道奇兄弟接受了這個任務。他們為此建造了一個工廠，籌備了所需用的機器和資金，成功完成了這個任務，而沒有謀取任何利潤。道奇兄弟僅僅要求政府不要干預和控制其公司的技術發展計劃。
道奇生產的第一種商用汽車是一種救護車。以該車型為基礎，道奇兄弟公司開發了商用卡車。1920年，商用汽車的產量占公司的生產總量的10%。到了1925年，這個數字上升到了20%。
1917年道奇兄弟公司達到了年銷售10萬輛汽車的記錄。僅僅兩年之後，他們在銷售的12.1萬輛汽車身上獲得了2400萬美元的利潤。1915年，道奇汽車的銷售量位居美國第四，而到了1919年道奇公司已售出了40萬輛汽車，雇員達1.7萬名。
1920年，約翰·道奇和霍瑞德·道奇兄弟二人，僅相隔幾個月就因患肺炎而相繼去世。他們的長期副手之一，弗雷德雷克·海內斯(Frederick Haynes)於1921年1月成為公司的總裁。
弗雷德雷克·海內斯自道奇兄弟從事自行車業務起，就同他們一起工作，因而對公司的全面情況都非常熟悉。弗雷德雷克·海內斯上任的第一年，由於銷售量和利潤下降，開始出現經濟衰退。但是封閉式轎車和廂型車這兩種車型較好的銷售業績支持了公司。儘管道奇轎車是成功的，然而自從公司創立以來，銷售的汽車基本上是相同的式樣，因此阻礙了道奇品牌的發展。
弗雷德雷克·海內斯只在道奇公司呆了很短的一段時間。1924年，道奇兄弟的繼承人決定賣掉他們在公司的股份。在此期間，有許多位當時著名的實業家都曾經領導過道奇汽車公司。
道奇公司於1923年首次推出了全鋼製封閉式車身的轎車。同時在1925年生產的道奇汽車上還首次採用了真空制動的風擋玻璃刮水器和使汽車外表光亮的噴漆工藝。
1927年，道奇轎車進行了重要的設計改變：採用更小的車輪和更厚的輪胎支撐更低的車架和車身。雖然道奇公司推出了首次瞄準較高價位市場的6缸超級-6型 (Senior Six)轎車，但是經銷商只銷售了公司生產出的17.8萬輛汽車中的15萬輛，道奇陷入了困境。
1928年，克萊斯勒出手收購了道奇兄弟公司。道奇兄弟公司(Dodge Brothers Co.)成了克萊斯勒公司的一個分部。克萊斯勒與道奇的結合使公司的雙方都獲得了利益，銀行家們認為克萊斯勒是道奇的一個可靠投資者。克萊斯勒在道奇公司中獲得了一支已經建立完善的銷售隊伍、一個鑄造車間和一個鍛造車間。同時，W-P-克萊斯勒也需要道奇的可靠聲望和公眾商業信譽。道奇的領導人迪龍與克萊斯勒彼此都知道對方在合作協議中的利益所在，但是他們有意拉長了談判的時間來吸引人們的眼球。隨著克萊斯勒對道奇的收購正式生效，公司完全具備了成為通用汽車公司(GM)和福特汽車公司(Ford)的競爭對手的條件。
大約在20世紀70年代末期，那時的克萊斯勒已經在大型廂式旅行車市場取得了非凡的成功，但還有兩個因素制約著其銷售增長。首先，雖然這個車型一直非常註重舒適性，可駕駛的感覺還是與卡車相似；第二，它們的尺寸太大，致使美國普通家庭的車庫無法容納。為了突破這兩個瓶頸，克萊斯勒工程師們在腦海中醞釀著一個既簡約又寬敞，既動感又穩重的車型。
1983年11月2日，第一輛廂式旅行車在加拿大安大略省溫索爾裝配廠誕生。最初的車型包括普利茅斯(Plymouth)捷龍、道奇Caravan和道奇 Caravan C/V。推向市場的第一個年頭裡，它們在美國賣出了21萬輛，比預計的15.5萬輛的利潤平衡點，足足多了26%。當時的美國正值經濟衰退期，克萊斯勒公司的整體運營也不理想，因此這種全新的廂式旅行車為其東山再起起到了不小的作用。1987年這種車登陸歐洲後，被歐洲人命名為“多用途汽車”(MPV：Multi-Purpose Vehicle)。MPV概念從此產生並傳播開來。而道奇也成為克萊斯勒汽車公司的骨幹企業。
道奇發展到如今已經擁有多個車型系列。其中轎車型號主要包括Viper(蝰蛇)、Interpid(無畏)、Stealth(隱形)、Omni(歐迷你)、Spirit(小精靈)、 Dynasty(朝代)、Shadow(影子)、Neon(霓虹)、Colt(小馬)等，SUV主要包括Durango、Dakota、Ram Truck(公羊貨車)、Ram SRT-10、Sprinter，MPV主要有Caravan、Grand Caravan。
2009年，有消息傳出道奇將要在2017年以前被裁撤關閉的消息，因此，貨卡系列Ram最先從Dodge品牌中獨立。在此3年後旗下超跑Viper也從其中獨立出去並將SRT做為一個品牌，之後SRT品牌還會再多出SRT Barracuda及SRT Demon等。但是，2014年飛雅特集團完全收購克萊斯勒集團後，證實Viper從道奇品牌中獨立宣告失敗。對此往後新年式車型將回歸道奇品牌之中，SRT品牌併入其之下。因此，道奇將在未來幾年之內陸續停產與克萊斯勒品牌重疊的車款，專事提供運動化、年輕化、高性能的車款填補克萊斯勒集團市場空缺。
2019年10月31日，道奇的母公司 — 快意佳士拿汽車與標緻雪鐵龍集團將會合併成為一間雙方股東各佔50%的新公司，合併完成後，新公司會是世界第4大車廠。
2020年7月16日，PSA與快意佳士拿汽車已經完成合併，並定名為Stellantis集團，新集團的總部將會設立在阿姆斯特丹，並會在米蘭、紐約及巴黎上市。
2021年1月21日，Stellantis集團正式成立，而道奇則成為Stellantis旗下的子品牌。

## 目前車型
小型轎車:Dart - 2012年推出，Caliber後繼車，車名源自Dodge推出過的同名肌肉車。全車以現行Alfa Romeo Giulietta為基礎開發。
中型轎車:Avenger - 2008年推出，Chrysler Sebring(後來改名為200)的雙生車。外型有小Charger的樣子。目前將在2014年底前全面停產，由第二代Chrysler 200取代。
大型轎車:Charger - 2011年全車第七代車型，與Chrysler 300車系共用LX底盤(源自戴姆勒集團的賓士W211 E-Class基礎開發)，基本上是LX底盤的第二代車型。電影玩命關頭系列便以出現。目前2014年推出中改款車型。这款车型的V8版本目前是美国多数地方政府警察部门的首选巡逻车车型，因为该车价格合适且加速快，在宾夕法尼亚、阿肯色、德克萨斯、佛罗里达、密歇根、伊利诺伊等州用于高速追逐，多个州的州警和高速公路巡警也采用此款车型。
跑車:Challenger - 2008年推出。自Charger的LX底盤衍生而來的LC底盤採用。該車在2011年推出第一次小改款，現在已經推出中改款車型。SRT高性能的版本地獄貓代替毒蛇成為道奇長期生產的超跑，而其客制化的版本惡魔更創下世界加速最快產量車的記錄。
超跑:Viper -1991年推出，但動力仍使用跟前一代車型一樣的形式。因為獨立失敗加上Corvette的壓制，最終於2015年回歸Dodge品牌, 2017年宣告停產。
MPV:Grand Caravan 2008年推出第五代車型(2016年，Chrysler Town & Country改款時整合)
SUV:Journey、Durango
貨車:Ram 1500/2500/3500/Heavy Duty/Power Wagon等、Ram Promaster、Ram Promaster City、Ram C/V（已獨立品牌公羊貨車）

## 台灣市場
道奇自70年代有坊間車商引進，在80年代給太古集團引進Spirit(台灣叫做靈銳)，還有貿易商引進RAM Van。目前的Ram Van也有當作救護車、露營車、靈車使用。
但到了2000年代末，因應道奇進軍全球，由代理商低調引進Caliber。其他諸如Challenger、Charger、RAM、Viper等，有人自行從國外帶回，或由獨立貿易商自行引進。